# Konsulat Generalny Rzeczypospolitej Polskiej w Irbilu
Konsulat Generalny Rzeczypospolitej Polskiej w Irbilu (ang. Consulate General of the Republic of Poland in Erbil) – polska misja konsularna w Irbilu w Iraku utworzona w 2012.

## Działalność
Placówkę utworzono jako agencję konsularną. 18 grudnia 2019 jej klasę podniesiono do konsulatu generalnego.
Okręg konsularny Konsulatu obejmuje Region Kurdystanu – Irak (prowincje Duhok, Irbil, Sulejmanija). Oprócz spraw konsularnych, zadaniem placówki jest także m.in. rozwój polsko-kurdyjskiej współpracy kulturalnej i gospodarczej.

## Kierownicy placówki
- 8 marca 2013 – 31 marca 2014 – Roman Chałaczkiewicz[4]
- 1 kwietnia 2014 – 1 kwietnia 2018 – Bogusław Ochodek(inne języki)[3]
- od 1 kwietnia 2018 – 1 maja 2024 – Dominik Musiał[5]
- od 1 maja 2024 – Michał Woźniacki[5]